# Rokytnice v Orlických horách
Rokytnice v Orlických horách (niem. Rokitnitz) − miasto w Czechach, w kraju kralovohradeckim. Według danych z 31 grudnia 2016 powierzchnia miasta wynosiła 4 019 ha, a liczba jego mieszkańców 2 047 osób.

## Historia i zabytki
Miasto założone w XIII wieku, pierwsza wzmianka w 1338. W 1553, na miejscu dawnej twierdzy, zabudowano renesansowy pałac z dziedzińcem arkadowym. W Anenskiej Sali bogata sztukateria z XVII wieku. Kościół renesansowy z XVI wieku z kaplicą św. Anny. Dawniej istniała synagoga, ale obecnie po społeczności żydowskiej zachował się tylko kirkut. Oprócz tego kilka drewnianych domów, kolumna maryjna i kościół barokowy z lat 1679-1684 (wszystko na rynku, czyli placu Masaryka). Rokytnice są ośrodkiem ruchu turystycznego w Górach Orlickich i punktem wyjściowym szlaków górskich, w tym prowadzących do licznych bunkrów i umocnień tzw. Československého opevnění.

## Komunikacja
Stacja końcowa uruchomionej w 1906 linii kolejowej z Doudleby nad Orlicí.

## Demografia
| Rok             | 1970  | 1980  | 1991  | 2001  | 2003  |
| --------------- | ----- | ----- | ----- | ----- | ----- |
| Liczba ludności | 1 825 | 1 896 | 1 964 | 2 513 | 2 463 |

Źródło: Czeski Urząd Statystyczny